# Kruhová úseč

Kruhová úseč a výseč

Kruhová úseč. Značení:
M – střed kružnice,
r – poloměr kružnice,
AB – tětiva,
s – délka tětivy,
h – výška úseče,
α – středový úhel,
b – délka oblouku,
A – obsah úseče

Kruhová úseč je část kruhu vymezená tětivou a kruhovým obloukem vzniklá rozdělením kruhu sečnou.
Každá úseč je příslušná středovému úhlu α, který může být konvexní (0° < α < 180°), konkávní (180° < α < 360°), nebo přímý (α = 180°; polokruh).

## Obvod úseče, poloměr, tětiva a výška
Použité značení:
- r – poloměr kruhu
- α – středový úhel, {\displaystyle \alpha =2\arcsin \!\left({\frac {s}{2r}}\right)}; {\displaystyle \alpha =4\ \mathrm {arctg} {\biggl (}{\frac {h}{(s/2)}}{\biggr )}}; {\displaystyle \alpha =2\ \arcsin {\biggl (}{\frac {4hs}{s^{2}+4h^{2}}}{\biggr )}}; {\displaystyle \alpha =2\,\mathrm {arctg} {\Biggl (}{\frac {(s/2)}{{\bigl (}{\frac {s^{2}}{8h}}-{\frac {h}{2}}{\bigr )}}}{\Biggr )}}; {\displaystyle \alpha =2\,\mathrm {arctg} {\biggl (}{\frac {4sh}{s^{2}-4h^{2}}}{\biggr )}}
- s – délka tětivy, {\displaystyle s=2r\sin \!\left({\frac {\alpha }{2}}\right)}; {\displaystyle s=2r{\sqrt {{\tfrac {1}{2}}-{\tfrac {1}{2}}\cos(\alpha )}}}
- h – výška oblouku, {\displaystyle h=r{\biggl (}1-\cos {\Bigl (}{\frac {\alpha }{2}}{\Bigr )}{\biggr )}}; {\displaystyle h=r-{\frac {1}{2}}{\sqrt {4r^{2}-s^{2}}}} ; {\displaystyle r^{2}=(s/2)^{2}+(r-h)^{2}}
- {\displaystyle r={\frac {s^{2}}{8h}}+h/2}; {\displaystyle r={\frac {(s/2)^{2}+h^{2}}{2h}}}; {\displaystyle r={\frac {(s/2)}{\mathrm {sin} {\biggl (}2\,\mathrm {arctg} {\Bigl (}{\frac {h}{(s/2)}}{\Bigr )}{\biggr )}}}}; {\displaystyle r={\frac {s}{2\,\mathrm {sin} {\Bigl (}2\,\mathrm {arctg} {\bigl (}{\frac {s}{2h}}{\bigr )}{\Bigr )}}}}
- {\displaystyle s=2h\surd ({\frac {2r}{h}}-1)}; {\displaystyle s=2\surd (2rh-h^{2})}; {\displaystyle s=2\,\tan {\biggl (}{\frac {\alpha }{2}}{\biggr )}\cdot {\biggl (}{\frac {b}{\mathrm {arc} \ \alpha }}-h{\biggr )}}
- {\displaystyle h=r-r\surd (1-(s/2r)^{2})}

- b – délka oblouku: {\displaystyle b=\mathrm {arc} \,\alpha \cdot r} (arc = úhel v radiánech); {\displaystyle b=\arcsin {\Biggl (}{\frac {s}{h+{\tfrac {s^{2}}{4h}}}}{\Biggr )}\cdot {\biggl (}h+{\frac {s^{2}}{4h}}{\biggr )}}; {\displaystyle b=2r\arcsin {\biggl (}{\frac {s}{2r}}{\biggr )}\cdot {\frac {\pi }{180}}} (pro nastavení kalkulačky na stupně); {\displaystyle b=4{\biggl (}{\frac {s^{2}}{8h}}+h/2{\biggr )}\cdot \,\mathrm {arctg} {\biggl (}{\frac {h}{(s/2)}}{\biggr )}\cdot {\frac {\pi }{180}}} (pro nastavení kalkulačky na stupně)

Obvod kruhové úseče:
- {\displaystyle o=b+s}
- {\displaystyle o=\mathrm {arc} \,\alpha \cdot r+s} (arc = úhel v radiánech)
- {\displaystyle o=2r\arcsin \!\left({\frac {s}{2r}}\right)+s}
- {\displaystyle o=\mathrm {arc} \,\alpha \cdot r+2r\sin \!\left({\frac {\alpha }{2}}\right)} (arc = úhel v radiánech)
- {\displaystyle o=2r\arcsin \!\left({\frac {s}{2r}}\right)\cdot {\frac {\pi }{180}}+2r\sin \!\left({\frac {\alpha }{2}}\right)} (pro nastavení kalkulačky na stupně)

V případě, že je úhel α konvexní (0 < α < π), je obsah úseče roven obsahu výseče ({\displaystyle S_{V}={\tfrac {arc\ \alpha \cdot r^{2}}{2}}}) bez obsahu rovnoramenného trojúhelníka ({\displaystyle S_{T}=r^{2}\sin \!{\tfrac {\alpha }{2}}\cos \!{\tfrac {\alpha }{2}}={\tfrac {r^{2}}{2}}\sin \alpha }; kladné číslo).
{\displaystyle S=S_{V}-S_{T}={\frac {r^{2}}{2}}\left(arc\ \alpha -\sin \alpha \right)}
V případě, že je úhel {\displaystyle \alpha } konkávní (π < α < 2π), je obsah úseče roven obsahu výseče a obsahu rovnoramenného trojúhelníka. Pro konkávní středový úhel ovšem vyjde obsah trojúhelníka ({\displaystyle S_{T}={\tfrac {r^{2}}{2}}\sin \alpha }) záporný, takže pro celkový obsah úseče opět platí předchozí vzorec:
{\displaystyle S={\frac {r^{2}}{2}}\left(\alpha -\sin \alpha \right)}
Známe-li výšku úseče {\displaystyle h} a poloměr:
{\displaystyle S=r^{2}\arccos \!\left({\frac {r-h}{r}}\right)-(r-h){\sqrt {2hr-h^{2}}}}
V praxi je úseč často určena šířkou {\displaystyle s} (délka tětivy) a výškou {\displaystyle h}. Pro obsah pak platí
{\displaystyle S={\frac {1}{64h^{2}}}\left(\left(s^{2}+4h^{2}\right)^{2}\arccos {\frac {s^{2}-4h^{2}}{s^{2}+4h^{2}}}-4sh\left(s^{2}-4h^{2}\right)\right)}